# Gottfried Traub

Gottfried Traub

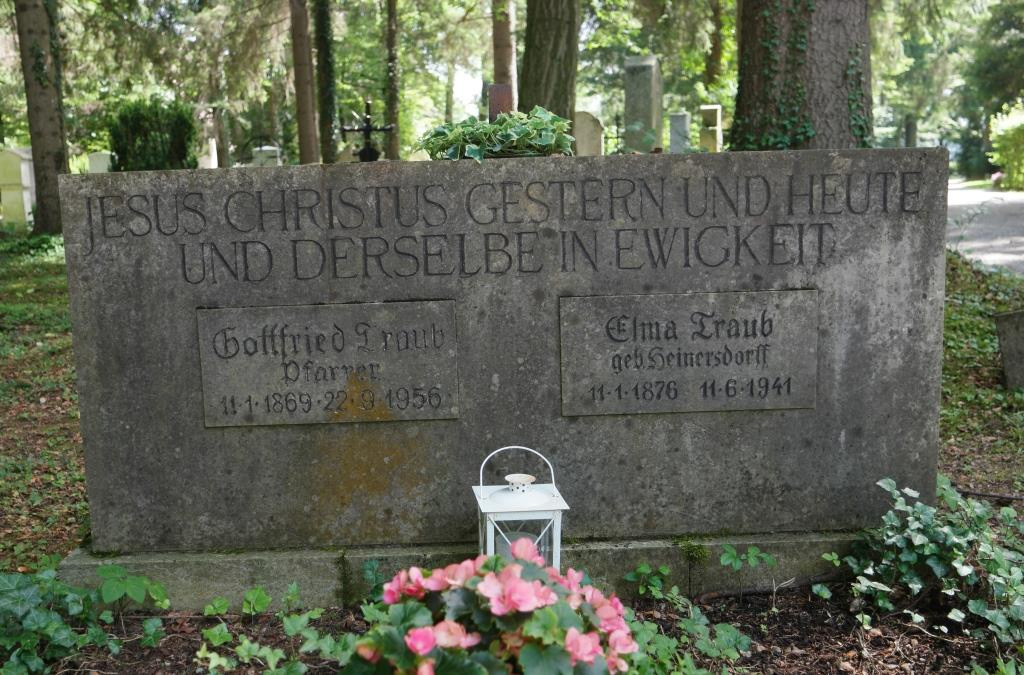
Grab von Gottfried Traub auf dem Waldfriedhof in München-Solln

Gottfried Traub (* 11. Januar 1869 in Rielingshausen; † 22. September 1956 in München) war ein deutscher Theologe und Politiker (NSV, FVg, FVP, DNVP).

## Leben

### Studium
Traub, Sohn eines evangelischen Pastors, besuchte nach der Lateinschule in Göppingen die Evangelischen Seminare Maulbronn und Blaubeuren. Von 1887 bis 1891 studierte er am Evangelischen Stift Tübingen Theologie und Philosophie. Nach seiner ersten theologischen Prüfung 1892 hatte er seine Vikariate in Wendlingen und Ebingen und war nach 1895 Repetent am Tübinger „Stift“. Daneben studierte er ab 1897 an der Universität Tübingen Nationalökonomie, was damals für einen Pfarrer eher als „etwas Unerhörtes“ und „Unerlaubtes“ galt. In dieser Zeit hielt er an der theologischen Fakultät auch eine Vorlesung über „Die materialistische Geschichtsauffassung“. Später brach er das Studium der Nationalökonomie ab und promovierte 1899 mit einer Arbeit über „Jesus und die Eigentumsverhältnisse seiner Zeit“ zum Licentiaten der Theologie.

### 1892–1912: Sozialliberaler Theologe und Pfarrer
Traub war Teil der damaligen sozialliberalen Bewegung.
Angeregt durch das Buch 3 Monate Fabrikarbeiter von Paul Göhre, unternahm Traub 1895 eine mehrmonatige Studienreise, um die wirklichen sozialen Verhältnisse kennenzulernen. Diese Studienreise gab seinem Leben eine bleibende innere Richtung, wie er in seinen Erinnerungen schrieb.
Auf dieser Studienreise lernte er Friedrich Naumann kennen, mit dem ihn bis 1917 eine 20-jährige Zusammenarbeit und Freundschaft verband. Traub war führendes Mitglied im linksliberalen Nationalsozialen Verein von Naumann und arbeitete in dessen Zeitschrift Die Hilfe mit. Naumann bat Traub 1904, die regelmäßigen religiösen Betrachtungen für Die Hilfe zu schreiben. Von 1904 bis 1917 schrieb Traub diese wöchentlichen Betrachtungen, die Andachten in der Hilfe.
Seine Zeit in der Universitätsstadt Tübingen und am dortigen „Stift“ endete 1900, als er zum 3. Stadtpfarrer nach Schwäbisch Hall berufen wurde.
1901, also schon ein Jahr später, zog er ins Ruhrgebiet nach Dortmund, wo er als Pfarrer an die Reinoldikirche gewählt worden war.
Im selben Jahr, 1901, wurde Traub Vorstandsmitglied im linksliberalen Nationalsozialen Verein. Er arbeitete im liberalen Protestantenverein und im Evangelisch-Sozialen Kongreß (ESK) mit. Von 1902 bis 1918 gehörte Traub zur Kongressführung des Evangelisch-Sozialen Kongresses. Weiter war er Vertrauensmann der Vereinigung der Freunde der christlichen Welt. 1905 übernahm Traub die Schriftleitung des Gemeindeblatts für Rheinland und Westfalen, benannte es um in Christliche Freiheit und machte die Zeitschrift zu einem wichtigen Sprachrohr des liberalen Protestantismus vor dem Ersten Weltkrieg.
1904 verfasste Traub sein Buch Ethik und Kapitalismus. Grundzüge einer Sozialethik (2. Aufl. 1909). „Dieses Werk, das vor 1914 breit rezipiert, in der weiteren Wirkungsgeschichte jedoch weitgehend vergessen wurde, ist als erste evangelische Wirtschaftsethik unter den Bedingungen industrialisierter Gesellschaften zu würdigen.“ „… es ist nach Günter Brakelmann ‚das progressivste (Buch) eines sozialliberalen Theologen aus der Vorkriegszeit‘“ vor dem Ersten Weltkrieg. Eine der Forderungen Traubs aus seinen Vorträgen und Schriften, die manchmal zitiert wurde, lautet:

„Man muss von der Arbeit und in der Arbeit leben können“

 Anhand der Beschreibung von Traubs sozialliberaler Grundposition zeigt Günter Brakelmann, dass das Geschichtsklischee vom nur sozialreaktionären Protestantismus in keiner Weise stimmt.
1905 unterstützte Traub die Arbeiter beim großen Bergarbeiterstreik, dem bis dahin größten Arbeiterausstand der deutschen Wirtschaftsgeschichte.
Wegen seines liberalen theologischen Standpunkts geriet Traub immer wieder in Auseinandersetzungen mit seiner vorgesetzten Behörde.
In seiner Schrift Die Wunder im Neuen Testament (1905) setzte er sich mit dem weit verbreiteten Wunderglauben im Christentum auseinander. Er bezeichnete diese Wunder als „Kinderglauben“ und gab ihnen die Bezeichnung „Mirakel“, im Unterschied zu dem wahren Wunder, der Wirklichkeit des Lebens. „Jesus ist kein Wundermann, sondern der Heiland. … Er ist Führer für alle, die ihre Seele führen lassen wollen zu Gott. Hier erleben sie dann das Wunder.“
1911 verteidigte er gemeinsam mit dem Kieler Theologieprofessor Otto Baumgarten den Kölner Pfarrer Carl Jatho in einem Irrlehreprozess. Nachdem das Urteil der Amtsenthebung gegen Jatho ergangen war, kritisierte Traub dieses und den federführenden altpreußischen Evangelischen Oberkirchenrat unter anderem in seiner Schrift Staatschristentum oder Volkskirche. Nun wurde 1912 ein Disziplinarverfahren gegen Traub eingeleitet. Theodor Heuss unterstützte Traub dabei publizistisch. Heuss: „Es war damals eine Ehren- und Freundschaftspflicht, heftig für ihn einzutreten.“ Das Disziplinarverfahren gegen Traub endete mit dem Urteil der Amtsenthebung und zusätzlich der Aberkennung der Pension und auch seines Pfarrertitels. Damit erhielt Traub eine härtere Strafe als Jatho selbst. Auch der Protest des liberalen bildungsbürgerlichen Protestantismus und seiner Gemeinde konnten dies nicht ändern. Adolf von Harnack kritisierte das Urteil des Oberkirchenrats und unterstützte Traub mit seiner Schrift Die Dienstentlassung des Pfarrers Lic. Gottfried Traub. Erst 1918, nach dem Ersten Weltkrieg, wurde Traub schließlich rehabilitiert und wieder in den geistlichen Stand aufgenommen.
Nach seiner Amtsenthebung als Pfarrer wurde Traub 1912 Direktor des liberalen Bundes Deutscher Protestanten.
1914 verlieh ihm die Theologische Fakultät der Universität Zürich die Ehrendoktorwürde.

### 1913–1933: Politiker, zuerst linksliberal, dann deutschnational
Nach seiner Dienstentlassung als Pfarrer suchte Traub ein neues Betätigungsfeld, um weiter für seine sozialliberalen Gedanken wirken zu können. Er ging in die Politik und trat der linksliberalen Fortschrittlichen Volkspartei (FVP) bei. 1913 wurde er für die FVP im Wahlkreis Berlin-Teltow als Abgeordneter ins Preußische Abgeordnetenhaus gewählt.
Zum Ersten Freideutschen Jugendtag auf dem Hohen Meißner 1913, dem ersten großen Treffen einer sich emanzipierenden Jugend in Deutschland, war Gottfried Traub als Redner eingeladen. Er hielt die einleitende Rede. Die folgenden Redner waren Knud Ahlborn, Gustav Wyneken und Ferdinand Avenarius.
1914 begann der Erste Weltkrieg. Wie für alle Liberalen galt es für Traub nun zuerst, das Vaterland zu retten. Die Innenpolitik und das Sozialliberale traten zurück. Im Lauf des Ersten Weltkriegs und bis zu seinem Ende trat Traub für einen Siegfrieden ein. Im Juli 1917 stimmte die Mehrheit des Reichstags unter Beteiligung von Traubs Fraktion der FVP für einen Verständigungsfrieden. Darauf gründeten Wolfgang Kapp und Alfred von Tirpitz im September 1917 die Deutsche Vaterlandspartei (DVaP), die weiter einen Siegfrieden anstrebte und der sich Traub sofort anschloss. Da Traubs Position und die Position seiner Fraktion der FVP nun nicht mehr zusammenpassten, musste er sich im Oktober 1917 von der FVP trennen. 1918 war er bis Kriegsende Vorstandsmitglied der Deutschen Vaterlandspartei.
Aufsehen erregte eine am 6. Juni 1918 gehaltene Rede Traubs im Abgeordnetenhaus, in der er den deutschen Katholiken den Rat gab, sich nicht mehr römisch-katholisch, sondern deutsch-katholisch zu nennen, weil dann eine Verständigung zwischen den christlichen Konfessionen leichter sei.
Nach Kriegsende, im November 1918, beteiligte Traub sich an der Gründung der Deutschnationalen Volkspartei (DNVP), in deren Vorstand er gewählt wurde. Für die DNVP wurde er von seinem alten Wahlkreis Berlin-Teltow als Abgeordneter in die Weimarer Nationalversammlung gewählt (1919–1920).
Ebenfalls im November 1918 wurde Traub, noch auf Anregung des Kaisers, vom evangelischen Oberkirchenrat rehabilitiert und wieder in die Rechte des geistlichen Standes eingesetzt. Er wurde in das Vertrauensmännerkollegium des evangelischen Oberkirchenrats berufen. Traub trat für eine Urwahl der verfassungsgebenden Kirchenversammlung ein, was jedoch wegen der konservativen Mehrheit nicht mehrheitsfähig war.
Im März 1920 nahm Traub am Kapp-Putsch teil. Kapp wünschte Traub als Kultusminister, Traub hatte jedoch Bedenken. Die Entscheidung wurde zurückgestellt, da die Kabinettsbildung erst später stattfinden sollte. Zeitungen meldeten jedoch schon eine Kabinettsliste mit Traub als Kultusminister. Nach dem Scheitern des Putsches flüchtete Traub nach Österreich. Im Oktober 1920 kehrte er nach der Amnestie nach Deutschland zurück.
1921 übernahm Traub im Auftrag Alfred Hugenbergs die Leitung der München-Augsburger Abendzeitung, die er bis zum Ende der Zeitung 1934 innehatte.
Von 1919 bis zum Verbot 1939 gab er außerdem die christlich-nationale Zeitschrift Eiserne Blätter heraus.
In seiner Schrift Recht auf Obrigkeit (1924) wendete sich Traub gegen die damals im Christentum verbreitete Auffassung, dass nach der Bibel (Röm 13) jeder Obrigkeit Gehorsam zu leisten sei. In der Luther-Übersetzung heißt es in Röm 13: „Jedermann sei untertan der Obrigkeit, die Gewalt über ihn hat.“ Traub schrieb, dies gelte nur für eine Regierung, die „das Recht auf Obrigkeit“ hat. Dagegen müsse einer Regierung oder Macht, die kein Recht hat, Obrigkeit zu sein, kein Gehorsam geleistet werden, zum Beispiel einer fremden Besatzungsmacht wie einst Napoleon in Preußen. Das Buch wurde in der Deutschen Demokratischen Republik auf die Liste der auszusondernden Literatur gesetzt.

### Nach 1933: Gegner des Nationalsozialismus
Nach 1933 war Traub entschiedener Gegner des Nationalsozialismus und stellte sich in seiner Zeitschrift Eiserne Blätter gegen dessen antichristliche Strömungen. Dies führte zunächst zum Verbot einzelner Hefte und schließlich 1939 der ganzen Zeitschrift durch die Gestapo.
Traub schrieb am 11. Juni 1933 einen „Offenen Brief an Prof D. E. Hirsch“ in Göttingen, der durch die Presse lief. Darin schrieb er, dass innerhalb der Kirche politische Parteigruppen nichts zu suchen hätten, und zitierte: „Die evangelische Kirche ist die Kirche Christi und der Reformation – nicht der nationalsozialistischen Arbeiterpartei Deutschlands. – Der Christusglaube redet nicht von Politik[,] sondern vom Reich Gottes.“
Nach 1933 unterstützte er Karl Barth, und er gehörte trotz einiger theologischer Bedenken zur Bekennenden Kirche in Bayern.
Als im Frühjahr 1935 dem Anthropologen Karl Saller durch Reichsminister Bernhard Rust die Lehrerlaubnis entzogen wurde und der Historiker Hermann Oncken nach Angriffen im Völkischen Beobachter durch den NS-Historiker Walter Frank zwangsweise emeritiert wurde, verteidigte Traub die Wissenschaftsfreiheit vor Übergriffen durch die Politik, wofür er auf Heinrich von Treitschke zurückgriff.
Im Herbst 1935 warf Traub dem Reichstagsabgeordneten Axel von Freytagh-Loringhoven vor, er habe „ohne Vorwissen des Parteiführers Hugenberg die entscheidende Verhandlung geführt“, die die Selbstauflösung der DNVP am 27. Juni 1933 einleitete. Freytagh-Loringhoven war von der Parteileitung beauftragt worden, bei Reichsinnenminister Wilhelm Frick (NSDAP) in Erfahrung zu bringen, „welche Absichten der DNVP gegenüber bei der Reichsregierung bestünden“. Stattdessen hatte er dann jedoch mit Frick über die Bedingungen der Selbstauflösung verhandelt. Traubs Vorwurf zeigt, dass er zu denjenigen zählte, die auf rechtzeitige Hilfe des Reichspräsidenten oder der Reichswehr (gegen eine Alleinherrschaft Hitlers) hofften oder auch nur die Ungleichheit des deutschnationalen und des nationalsozialistischen Denkens und Wollens geschichtlich deutlicher hätten klarstellen wollen.
Traubs Schrift Christentum und Germanentum (1936), in der er den nationalsozialistischen Anschauungen entgegentrat, wurde von der Gestapo größtenteils beschlagnahmt und eine zweite Auflage verboten. In dieser Schrift schrieb er:

„Die christliche Religion hat nichts mit der Welt und dem Staat, nichts mit Rasse und Volk, nichts mit Philosophie oder Weltanschauung zu tun. (S. 7)“

„Luther war ein deutscher Mann.[…] Nur bedeutet das keineswegs eine Beschränkung auf das deutsche Volk. Er hat das Evangelium überall hin verbreitet, wo es irgendwie begehrt wurde. … Es ist eine Verzerrung des Bildes Luthers, wenn man meint, Luther als einen Mann verstehen zu können, der sein Deutschtum über seinen christlichen Glauben gestellt hätte. (S. 61)“

„Hier liegt der Punkt, wo über den Streit der Konfessionen hinaus Protestant und Katholik die gemeinsame Aufgabe haben: gegen alle gottlosen Strömungen das christliche Erbe zu verteidigen … (S. 63)“

1940 wurde Traub dem kirchlichen Widerstand in München zugerechnet.
Gottfried Traub starb 1956 in München.

## Familie
Traub heiratete am 1. Februar 1900 Elma Heinersdorff. Das Ehepaar hatte drei Söhne, darunter Hans Traub (1901–1943), der Zeitungs- und Filmwissenschaftler wurde. Hellmut Traub (1904–1994) studierte Theologie bei Karl Barth, arbeitete in der Bekennenden Kirche, verweigerte den Eid auf Hitler, hatte mehrere Redeverbote, wurde von der Geheimen Staatspolizei mehrfach verhaftet mit Gefängnis- und KZ-Aufenthalten, davon ab August 1935 drei Monate im KZ-Dachau, und war im Widerstand aktiv. Nach 1945 engagierte er sich u. a. in der damaligen Friedensbewegung. Der jüngste Sohn Eberhardt Traub (geb.1906) war Physiker.

## Werke und Schriften
- Bonifatius. Ein Lehrbuch. Leipzig 1894.
- Materialien zum Verständnis und zur Kritik des katholischen Sozialismus. München 1902.
- Ethik und Kapitalismus. Grundzüge einer Sozialethik. Heilbronn 1904. (2. Aufl. 1909).
- Organisation der Arbeit in ihrer Wirkung auf die Persönlichkeit. In: Verhandlungen des 15. Evangelisch-Sozialen Kongresses. Göttingen 1904.
- Die Wunder im Neuen Testament. Mohr, Tübingen 1907. 2. Aufl.  (1. Aufl. 1905).
- Der Pfarrer und die soziale Frage. Vandenhoeck & Ruprecht, Göttingen 1907.
- Aus suchender Seele. Andachten. Buchverlag Die Hilfe, Berlin 1906.
- Unsere soziale Pflicht. In: Wilhelm Schneemelcher: Religion und Sozialismus. Berlin 1910.
- Wie macht man den Kindern die Religion verhaßt? Leipzig 1911.
- Konfirmationsnot und Apostolisches Glaubensbekenntnis. Ein Mahnwort an besinnliche Eltern. Berlin 1911.
- Staatschristentum oder Volkskirche. Ein protestantisches Bekenntnis. Diederichs, Jena 1911.
- Ich suche Dich Gott! Andachten. Diederichs, Jena 1912. (Aufsätze aus der Hilfe)
- Gott und wir. Predigten. Salzer, Heilbronn 1912.
- Gott und Welt. Engelhorn, Stuttgart 1913. (Aufsätze aus der Hilfe)
- Kampf und Frieden. Engelhorn, Stuttgart 1914.
- Aus der Waffenschmiede. Engelhorn, Stuttgart 1915.
- Schwert und Brot. Engelhorn, Stuttgart 1915.
- Recht auf Obrigkeit. Langensalza 1924.
- Das nationalsozialistische Kirchenprogramm. Besprochen. München-Solln 1932.
- Christentum und Germanentum. Schaffstein, Köln 1936.
- Gottfried Traub Erinnerungen. Wie ich das zweite Reich erlebte. Tagebuchnotizen aus der Hitlerzeit. G. Traub, Stuttgart 1998.